# Parenchim

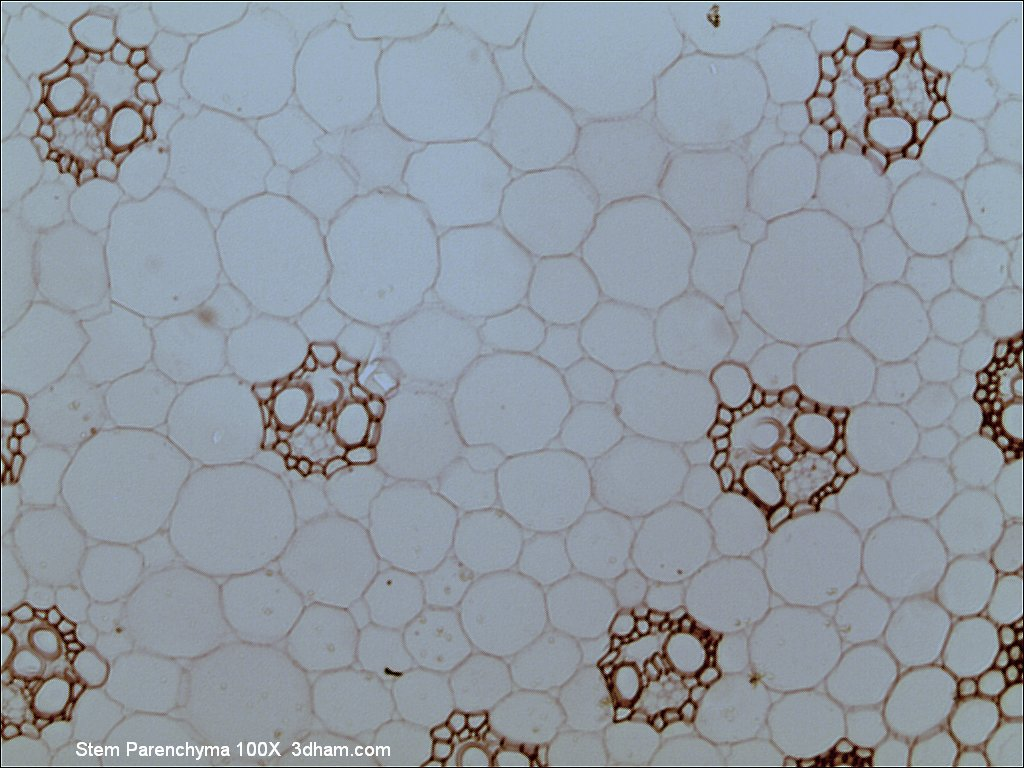
Secțiune la microscop: fascicule conducătoare libero-lemonase (roșu) înconjurate de parenchim (gri).

Parenchimul este un tip de țesut întâlnit la plante și animale. La plante, este un țesut fundamental ce apare în marea majoritate a organelor vegetale moi.